# Sex Education
Sex Education ou Éducation sexuelle au Québec est une série télévisée britannique en 32 épisodes d'environ 55 minutes créée par Laurie Nunn et diffusée mondialement entre le 11 janvier 2019 et le 21 septembre 2023 sur la plateforme Netflix.

## Synopsis
Le jeune Otis Milburn, dont la mère est thérapeute / sexologue, refuse les questions ou conseils de celle-ci à propos de sa propre sexualité, alors qu'il est vierge et qu'il ne parvient pas à se masturber. Par un concours de circonstances, Otis se retrouve à aider la terreur du lycée, Adam, qui a pour sa part des problèmes d'éjaculation. Témoin de cette thérapie improvisée, Maeve Wiley, une jeune rebelle qui vit sans parents et a des problèmes d'argent, propose à Otis de créer un « cabinet de sexologie » au sein du lycée.

## Distribution

### Acteurs principaux
| Acteurs                 | Voix françaises                                | Personnages               | Saison 1   | Saison 2   | Saison 3    | Saison 4    |
| ----------------------- | ---------------------------------------------- | ------------------------- | ---------- | ---------- | ----------- | ----------- |
| Asa Butterfield         | Adrien Larmande                                | Otis Milburn              | Principal  | Principal  | Principal   | Principal   |
| Gillian Anderson        | Danièle Douet                                  | Jean Milburn              | Principale | Principale | Principale  | Principale  |
| Ncuti Gatwa             | Jonathan Gimbord                               | Eric Effiong              | Principal  | Principal  | Principal   | Principal   |
| Emma Mackey             | Pamela Ravassard                               | Maeve Wiley               | Principale | Principale | Principale  | Principale  |
| Connor Swindells        | Martin Faliu                                   | Adam Groff                | Principal  | Principal  | Principal   | Principal   |
| Kedar Williams-Stirling | Hervé Grull                                    | Jackson Marchetti         | Principal  | Principal  | Principal   | Principal   |
| Alistair Petrie         | Bernard Bollet                                 | Michael Groff             | Principal  | Principal  | Principal   | Principal   |
| Mimi Keene              | Valérie Bescht                                 | Ruby Matthews             | Principale | Principale | Principale  | Principale  |
| Aimee Lou Wood          | Audrey Sablé                                   | Aimee Gibbs               | Principale | Principale | Principale  | Principale  |
| Simone Ashley           | Jeanne-Lore Aglossi (s1) / Marion Gress (s2-3) | Olivia Hanan              | Principale | Principale | Principale  |             |
| Tanya Reynolds          | Diane Kristanek                                | Lily Iglehart             | Récurrente | Principale | Principale  |             |
| Patricia Allison        | Clara Soares                                   | Ola Nyman                 | Récurrente | Principale | Principale  |             |
| Mikael Persbrandt       | Patrick Laplace                                | Jakob Nyman               | Récurrent  | Principal  | Principal   |             |
| Chinenye Ezeudu         | Corinne Wellong                                | Vivienne « Viv » Odesanya |            | Principale | Principale  | Principale  |
| Anne-Marie Duff         | Sybille Tureau                                 | Erin Wiley                |            | Principale | Principale  |             |
| Sami Outalbali          | lui-même                                       | Rahim                     |            | Principal  | Principal   |             |
| Rakhee Thakrar          | Marie Giraudon                                 | Emily Sands               | Récurrente | Récurrente | Principale  | Invitée     |
| Georges Robinson        | Gabriel Bismuth-Bienaimé                       | Isaac                     |            | Récurrent  | Principal   | Principal   |
| Dua Saleh               | Alice Orsat                                    | Cal                       |            |            | Principal/e | Principal/e |
| Jemima Kirke            | Philippa Roche                                 | Hope Haddon               |            |            | Principale  |             |
| Anthony Lexa            | Camille de La Poëze                            | Abbi                      |            |            |             | Principale  |
| Thaddea Graham          | Geneviève Doang                                | Sarah Owens / O           |            |            |             | Principale  |
| Alexandra James         | Déborah Claude                                 | Aisha Green               |            |            |             | Principale  |
| Felix Mufti             | Yoann Sover                                    | Roman                     |            |            |             | Principal   |

### Invités
Version française
- Mixage audio : Nahuel Pena-Vega et Elio Molin

 Source et légende : version française (VF) sur RS Doublage et AlloDoublage

## Production

### Développement
Le 28 novembre 2017, il est annoncé que Netflix a donné carte blanche à la production de la série Sex Education, alors créée par Laurie Nunn et produite par les producteurs délégués Jamie Campbell et Joel Wilson. Ben Taylor est engagé à réaliser la série. Netflix se joint à la production Eleven Film,. Le 4 décembre 2018, il est annoncé que la série est prévue pour le 11 janvier 2019.
Le 1er février 2019, Netflix annonce officiellement le renouvellement de la série pour une deuxième saison.

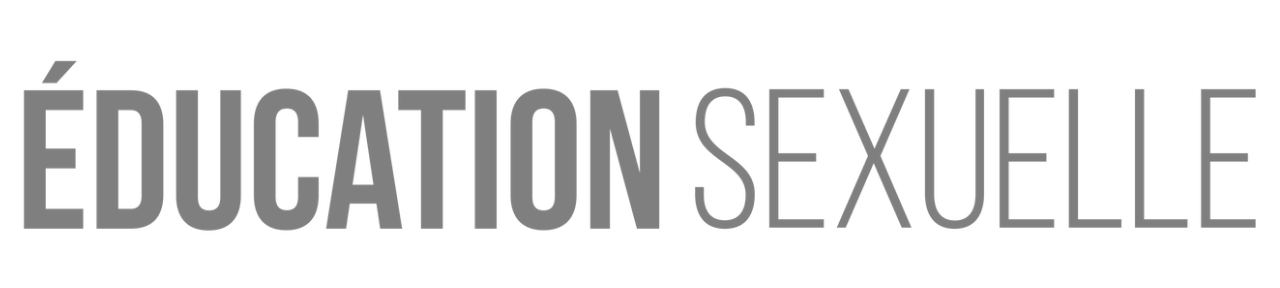
Version québécoise du logo de la série.

Le 9 février 2020, la série est officiellement renouvelée pour une troisième saison.
Le 25 septembre 2021, Netflix annonce la prolongation de la série pour une quatrième saison. Le 5 juillet 2023, Laurie Nunn confirme que cette saison sera la dernière, après de multiples annonces confirmant l'absence de plusieurs personnages principaux. La raison de l'arrêt de la série serait l'âge trop avancé des principaux acteurs.

### Attribution des rôles
Le 17 mai 2018, il est annoncé que Gillian Anderson, Emma Mackey, Asa Butterfield, Ncuti Gatwa, Connor Swindells et Kedar Williams-Stirling ont été engagés dans les rôles principaux,,.
Le 16 juillet 2018, James Purefoy a obtenu un rôle récurrent.

### Tournage

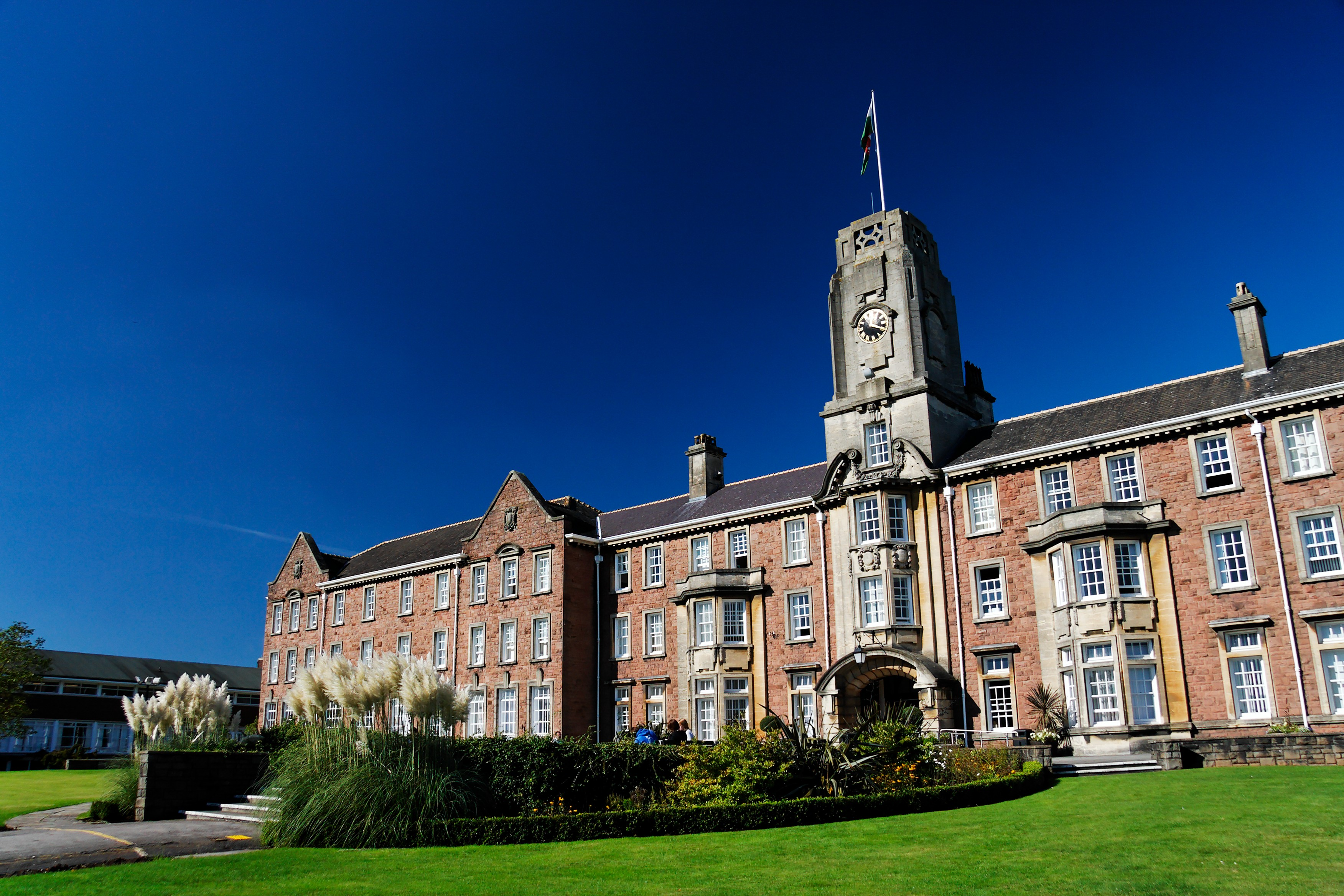
Décors de l’ancienne université du pays de Galles du Sud à Caerleon.

Le tournage a lieu à la rivière Wye en Angleterre et au pays de Galles, ainsi que dans les villages de Llandogo et de Tintern en Monmouthshire. Les scènes se déroulant au lycée de Moordale (Moordale Secondary School) ont été filmées dans l’ancien campus de l’université du pays de Galles du Sud (en) à Caerleon.
Les scènes du chalet d'Otis et Jean Milburn ont été tournées à Goodrich à Ross-on-Wye. La haute demeure rouge à l'architecture norvégienne où habitent les personnages principaux interprétés par Asa Butterfield et Gillian Anderson est située dans le village de Symonds Yat, à cinquante kilomètres au nord de Newport au pays de Galles.
Les scènes se déroulant dans la piscine ont été filmées au Village des sports internationaux de Newport (en), un complexe multisport à Lliswerry, au sud-est de la ville de Newport.
Pour la deuxième saison, le tournage se déroule entre mai et septembre 2019.
Le tournage de la quatrième saison a lieu entre août 2022 et février 2023, avec des tournages en extérieur au St Fagans National Museum of History (en) à Cardiff pour les extérieurs du Cavendish College, à la Westonbirt School dans le Gloucestershire près de Bristol pour les scènes dans l'université américaine où étudie Maeve, dans une ferme près d'Abergavenny entre l'Angleterre et le Pays de Galles. Les épisodes sortent le 21 septembre 2023.

### Fiche technique
Sauf indication contraire, les informations mentionnées dans cette section peuvent être confirmées par la base de données cinématographiques IMDb,  présente dans la section « Liens externes ».
- Titre original et français : Sex Education
- Titre québécois : Éducation sexuelle
- Création : Laurie Nunn
- Casting : Lauren Evans
- Réalisation : Kate Herron et Ben Taylor
- Scénario : Laurie Nunn, Sophie Goodhart…
- Musique : Oli Julian
- Direction artistique : Katie MacGregor
- Décors : Samantha Jay Cliff et Samantha Harley
- Costumes : Rosa Dias
- Photographie : Jamie Cairney et Oli Russell
- Montage : Steve Ackroyd, Calum Ross, David Webb et Phil Hignett
- Production : Jon Jennings ; Jamie Campbell et Joel Wilson (producteurs délégués)
- Société de production : Eleven
- Société de distribution : Netflix
- Pays d'origine :  Royaume-Uni
- Langue originale : anglais
- Genre : comédie dramatique
- Nombre de saisons : 4
- Nombre d'épisodes : 32
- Durée : 46-52 minutes
- Dates de première diffusion :
  - Monde : 11 janvier 2019 sur Netflix

## Épisodes

### Première saison (2019)
La saison a été mise en ligne le 11 janvier 2019 sur Netflix.
1. Épisode 1 (Encouragement)
2. Épisode 2 (House Party)
3. Épisode 3 (Liftoff)
4. Épisode 4 (Crush)
5. Épisode 5 (Episode 5)
6. Épisode 6 (Issues)
7. Épisode 7 (Big Dance)
8. Épisode 8 (Violated)

### Deuxième saison (2020)
La saison a été mise en ligne le 17 janvier 2020 sur Netflix. Les épisodes, sans titres, sont numérotés de un à huit.

### Troisième saison (2021)
Initialement prévue pour une mise en ligne le 17 janvier 2021 sur Netflix, la diffusion a été repoussée au 17 septembre 2021 sur cette même plateforme, en raison de la crise sanitaire,. Les épisodes, sans titres, sont numérotés de un à huit.

### Quatrième saison (2023)
La quatrième et dernière saison a été mise en ligne le 21 septembre 2023. Les épisodes, sans titres, sont numérotés de un à huit.

## Univers de la série

### Personnages

#### Principaux
- Otis Milburn : lycéen fraichement arrivé à Moordale avec son meilleur ami Eric. Timide et cherchant à ne pas attirer l'attention sur lui, il se fera remarquer par Maeve Wiley pour ses talents de thérapeute surtout dans le domaine sexuel dont il connaît tout de la théorie grâce à sa mère mais qu'il n'a jamais expérimenté même en solitaire, à cause d'un traumatisme d'enfance. Il finira par monter un cabinet de sexologie clandestin, où il donnera des conseils aux autres lycéens concernant leur vie sexuelle, avec Maeve, avec qui il nouera progressivement une amitié et arrivera à se lâcher et à sauter le pas.
- Jean Milburn : mère d'Otis divorcée et très impliquée dans la vie de son fils, parfois presque intrusive. Elle est une sexologue reconnue par ses nombreux livres et tient un cabinet de sexologie où elle reçoit ses clients à domicile. Elle est très ouverte et n'hésite pas à parler de la vie sexuelle d'Otis avec celui-ci. Elle a également une réputation de « croqueuse d'hommes » depuis son divorce où elle ne cherche pas de relation stable mais enchaîne les conquêtes au grand dam de son fils qui tente de cacher sa mère de son école. Elle finira par tomber sous le charme de Jakob, un plombier suédois venu réparer son évier.
- Eric Effiong : meilleur ami d'Otis. Ouvertement homosexuel, il vient d'une famille nigériane religieuse pratiquante.
- Maeve Wiley : lycéenne douée mais solitaire qui souffre d'une réputation qui la précède, à cause de laquelle, elle est une sorte de paria dans le lycée. Malgré tout, elle accepte d'écrire les dissertations de la plupart des élèves du lycée contre de l'argent pour pouvoir payer son loyer, mais refuse de croire qu'elle a un talent comme le lui rabâche sa professeur Mme Sand. Elle n'a jamais connu son père et sa mère est une toxicomane peu responsable qui ne s'est jamais vraiment occupée d'elle, son frère quant à lui s'est fait exclure de Moordale et vit de petits larcins un peu partout dans le pays. Elle trouve du réconfort avec Aimee, son amie de toujours qui lui tient régulièrement compagnie, et Jackson avec qui elle couche régulièrement mais ne souhaite pas entamer de relation sérieuse par peur de s'engager mais qui finiront par se mettre en couple. En parallèle, elle remarque les qualités de thérapeute d'Otis qu'elle décide de mettre à profit pour se faire de l'argent. Avec le temps, elle créera du lien avec Otis malgré sa relation avec Jackson, et aura même des sentiments pour lui qui n’aboutiront pas à cause de l'inexpérience de ce dernier.
- Ola Nyman : fille de Jakob, elle devient progressivement amie puis la petite amie d'Otis lors de la deuxième saison, avant d'assumer sa pansexualité.
- Adam Groff : fils du principal de Moordale, avec qui il entretient une relation tendue. Il harcèle Eric. Il découvre peu à peu sa bisexualité et l'assumera au grand jour.
- Jackson Marchetti : représentant des lycéens au lycée Moordale, champion de natation. Il demande l'aide d'Otis pour que Maeve devienne sa petite amie.
- Michael Groff : principal de Moordale et père d'Adam. Homme sévère et austère, il ne cesse de croire au potentiel de son fils, sans voir que l'absence de communication mène sa vie de famille à l'échec.
- Ruby Matthews : une des élèves les plus populaires du lycée. Elle fait partie d'un club très fermé appelé « les intouchables » avec Olivia et Anwar, qui la suivent partout. Elle est une des seules à avoir le permis de conduire et une voiture au début de la série. Elle fut la petite amie d'Otis avant qu'il ne la quitte.
- Aimee Gibbs : autre fille populaire, qui accepte tout pour ne jamais déplaire. Elle cache qu'elle est amie avec Maeve de peur de ruiner sa réputation. Elle est aussi l'ex-petite amie d'Adam.
- Anwar : un des garçons populaires de Moordale, ouvertement gay.
- Olivia Hanan : autre fille populaire de Moordale.
- Lily Iglehart : membre de la fanfare, qui dessine en secret des bandes dessinées mêlant science-fiction et érotisme. Elle est obsédée par l'idée de perdre sa virginité, mais sera gênée en découvrant qu'elle souffre de vaginisme.
- Jakob Nyman : plombier, père d'Ola, il entame une relation avec Jean Millburn après avoir effectué des travaux chez elle.
- Rahim : étudiant français participant à un échange au lycée Moordale et petit ami d'Eric lors de la deuxième saison.
- Vivienne « Viv » Odesanya : une des surdouées de Moordale qui fait partie des « Quizette (Quiz Heads en VO) ».
- Erin Wiley : mère de Maeve, Sean et Elsie.

#### Récurrents
- Colin Hendricks : il est professeur de sciences naturelles du lycée de Moordale et le chef d'orchestre du groupe Swing Band. Les lacunes de sa formation en sexualité seront une des raisons qui assureront le succès des consultations d'Otis.
- Emily Sands : elle est professeure de littérature. Derrière la « carapace rebelle » de Maeve, elle a rapidement repéré les capacités intellectuelles de cette dernière. Elle l'encourage régulièrement et lui demande de rejoindre le groupe des « Quizettes » lors d'un concours. Elle finit par montrer que même si elle tient à garder une casquette d'enseignante respectée, elle peut se montrer à l'écoute et compréhensive envers les élèves. Ainsi elle prouve qu'elle soutient ses élèves face à ses supérieurs (par exemple la directrice Hope en s'imposant et en lui mentant) malgré son envie de se montrer professionnelle et compétente.
- Remi Milburn : il est le père d'Otis et l'ex-mari de Jean. Psychologue et auteur à succès, il a brisé sa famille à cause de son addiction au sexe.
- Hope : la nouvelle proviseure de Moordale lors de la saison 3, chargée de rendre une image acceptable à Moordale après l'incident du spectacle de fin d'année, mais se montrera répressive et stigmatisante envers les minorités.

## Accueil

### Audiences
Le 17 janvier 2019, Netflix dévoile dans un communiqué que Sex Education aurait été visionné par environ 40 millions de foyers à travers le monde durant les quatre premières semaines de sa mise en ligne.

### Critiques
Aux États-Unis, Kristen Baldwin d’Entertainment Weekly souligne que la série « déjoue les pièges des clichés habituels sur la sexualité des ados grâce à une dose d'empathie rafraichissante (…) Une douce et progressiste dramédie britannique. » Dan Fienberg de The Hollywood Reporter vante « une distribution merveilleuse au sein de laquelle chaque personnage, présenté d'une certaine manière, souvent pour des raisons comiques immédiates, se révèle plus inattendu que prévu et pour lequel on a forcément de la compassion. Plus la série avance, plus le casting secondaire offre des prestations approfondies », alors que pour Judy Berman de Time, « malgré un point de départ farfelu (…) Sex Education est peuplée de personnages complexes ; elle épouse et incarne l'une des visions les plus progressistes sur le sexe que la télé nous ait offerte. »
En France, Le Parisien loue « une série jouissive », et Constance Jamet du Figaro Magazine engage à « ne pas se fier au titre. Sex Education de Netflix, qui creuse sans vergogne le filon des séries pour ados, n’a rien de graveleux et de gratuit. Au contraire, elle est pleine de tendresse et d’humour britannique, avec en prime une pointe d’absurde. »
La quatrième et dernière saison a divisé les critiques, atteignant un taux d'approbation de 92 % pour les critiques mais de 36 % pour le public sur Rotten Tomatoes. Certains ont apprécié la fin douce-amère offerte aux personnages principaux, d'autres, comme The Guardian, la qualifie de « longue liste de frustrations », avec des nouveaux personnages simplistes et des dialogues semblables à des discussions de thérapie, ou The AV Club qui considère que la saison offre une fin satisfaisante aux personnages principaux, notamment Eric et Aimee, mais trop chargée en sous-intrigues et sous-exploitant ses guest stars (Hannah Gadsby et Dan Levy).

### Analyse de la série et impact sur les jeunes adolescents
Alice Raybaud du Monde observe la série comme représentative d'une « nouvelle génération de séries bouleverse les représentations de la sexualité et du genre à l'écran ». Cette série incarne une atmosphère libertine et chaleureuse. Elle met de l’avant une bienveillance et une liberté dans la sexualité des jeunes adolescents. Elle parle également, sans tabous, des problèmes sexuels, de la communauté LGBTQ+, des problèmes affectifs que l’on peut avoir, ainsi que de son orientation sexuelle.[réf. nécessaire]
Fabien Girandola met en avant dans son œuvre Violence dans les médias : quels effets sur les comportements ? qu’« une perspective psychosociale est aussi à prendre en compte dans de futures recherches. » Ce point se rattache beaucoup au fait de la diversité des sexualités que l’on peut retrouver dans cette série. Elle prend en compte les changements modernes de notre époque, et elle ne craint pas d’introduire dans le monde du cinéma cette grande différence. C’est davantage pour cela qu’on peut dire que Sex Education est perçu comme étant une révolution du cinéma. En effet, ce n’est pas une série où l’on peut observer la mise en avant du male gaze, également connu sous le nom de regard masculin. Dans cette série on perçoit très distinctement les points de vue de chacun des personnages. La femme n’est donc pas utilisée comme un objet, ou mise en avant au niveau sexuel. De plus, on retrouve un couple interracial de deux femmes, une fille qui écrit des BD érotiques, un jeune homme noir homosexuel élevé par des parents très religieux, un jeune homme populaire du lycée qui se trouve avoir des problèmes de performance sexuelle dus à sa consommation de drogue, et encore plein d’autres personnages qui ne respectent pas les codes classiques du cinéma.
De plus, cette série est fortement recommandée par les sexologues. Par exemple, Marion Bertrand-Huot conseille « (…) aux parents et à leurs adolescents de la regarder ensemble ». Elle relate également que cette série est à vocation éducatrice et informative sur le sexe, et qu’elle évoque les enjeux sociaux et politiques qui sont associés à la sexualité et aux relations intimes. Dans un autre point de vue, le sexologue François Renard met en avant les différences de maturité sexuelle dans les couples. Ce qui offre aux adolescents de la matière avec laquelle ils peuvent s’identifier et ainsi prendre exemple pour la vraie vie. Dans certains pays, comme la France, la pédagogie autour de la sexualité est extrêmement rare, voire inexistante dans les lycées ou bien même les collèges. Par conséquent, certaines associations essayent de prendre le relais, mais elles restent peu nombreuses. Ce qui a un fort impact sur la construction sexuelle des enfants, qui vont recueillir de l’information dans la pornographie. Ils finissent donc par avoir une vision erronée des rapports sexuels et du comportement à avoir avec leur partenaire. Malheureusement, les premières personnes qui devraient offrir l’éducation sexuelle aux enfants sont leurs parents, mais ce sujet reste trop tabou et ils n’osent pas en parler[réf. nécessaire].